# No One Knows
No One Knows is een nummer van de Amerikaanse band Queens of the Stone Age. Het is het tweede nummer op het album Songs for the Deaf uit 2002. Op 26 november van dat jaar werd het nummer uitgebracht als de eerste single van het album.
Volgens leadzanger Josh Homme bestond het nummer al ruim vijf jaar voor de opnames van Songs for the Deaf. "No One Knows" is uitgegroeid tot het bekendste nummer van de band. In 2003 werd het nummer genomineerd voor een Grammy Award voor Best Hard Rock Performance, maar deze werd gewonnen door All My Life van de Foo Fighters. Saillant detail hierbij is dat Dave Grohl, frontman van de Foo Fighters, als invaller meedrumt op Songs for the Deaf.
De videoclip voor "No One Knows" is geregisseerd door Dean Karr en Michel Gondry. Gondry was volgens Homme gekozen omdat "hij alle video's voor Björk deed en wij zijn groot fan van Björk". De clip bestaat uit twee verschillende delen die om en om worden getoond. In het eerste deel zijn bandleden Homme, Nick Oliveri en Mark Lanegan te zien die 's nachts met een truck onderweg zijn als zij een hert aanrijden. Het hert valt hen vervolgens aan en gaat zelf in de truck rijden, terwijl de bandleden vastgebonden zitten op de voorkant van de truck. Het hert stopt pas als het verliefd wordt op een standbeeldhinde. De video eindigt met het hert en het standbeeld in bed, met de hoofden van de bandleden aan de muur als jachttrofeeën. In het tweede deel spelen Homme, Oliveri, Grohl en Troy Van Leeuwen het nummer tegen een zwarte achtergrond. De clip werd genomineerd voor een MTV Video Music Awards in de categorie MTV2 Award, maar verloor van "Girl's Not Grey" van AFI.
"No One Knows" was de enige nummer 1-hit voor Queens of the Stone Age in de Alternative Songs-lijst in de Verenigde Staten. Daarnaast was het ook het meest succesvolle nummer van de band in het Verenigd Koninkrijk, Ierland, Italië en Nederland, met respectievelijk een 15e, een 26e, een 27e en een 39e plaats in de hitlijsten.

## Hitnoteringen

### Nederlandse Top 40
| Hitnotering: 16-11-2002 t/m 23-11-2002 | Hitnotering: 16-11-2002 t/m 23-11-2002 | Hitnotering: 16-11-2002 t/m 23-11-2002 | Hitnotering: 16-11-2002 t/m 23-11-2002 |
| Week                                   | 1                                      | 2                                      |                                        |
| -------------------------------------- | -------------------------------------- | -------------------------------------- | -------------------------------------- |
| Nummer                                 | 39                                     | 39                                     | uit                                    |

### Mega Top 100
| Hitnotering: 02-11-2002 t/m 21-12-2002 | Hitnotering: 02-11-2002 t/m 21-12-2002 | Hitnotering: 02-11-2002 t/m 21-12-2002 | Hitnotering: 02-11-2002 t/m 21-12-2002 | Hitnotering: 02-11-2002 t/m 21-12-2002 | Hitnotering: 02-11-2002 t/m 21-12-2002 | Hitnotering: 02-11-2002 t/m 21-12-2002 | Hitnotering: 02-11-2002 t/m 21-12-2002 | Hitnotering: 02-11-2002 t/m 21-12-2002 | Hitnotering: 02-11-2002 t/m 21-12-2002 |
| Week                                   | 1                                      | 2                                      | 3                                      | 4                                      | 5                                      | 6                                      | 7                                      | 8                                      |                                        |
| -------------------------------------- | -------------------------------------- | -------------------------------------- | -------------------------------------- | -------------------------------------- | -------------------------------------- | -------------------------------------- | -------------------------------------- | -------------------------------------- | -------------------------------------- |
| Positie                                | 76                                     | 42                                     | 39                                     | 42                                     | 48                                     | 55                                     | 72                                     | 83                                     | uit                                    |

### NPO Radio 2 Top 2000
| Nummer met noteringen in de NPO Radio 2 Top 2000 | '14 | '15 | '16 | '17 | '18 | '19 | '20 | '21 | '22 | '23 | '24 |
| ------------------------------------------------ | --- | --- | --- | --- | --- | --- | --- | --- | --- | --- | --- |
| No One Knows                                     | 893 | 168 | 238 | 210 | 224 | 268 | 283 | 302 | 285 | 219 | 336 |

1. ↑  Een vetgedrukt getal geeft de hoogste notering aan.
2. ↑  2014 was het eerste jaar met een notering voor dit nummer.